# Cryptus konoi
Cryptus konoi är en stekelart som beskrevs av Tohru Uchida 1936. Cryptus konoi ingår i släktet Cryptus och familjen brokparasitsteklar. Inga underarter finns listade i Catalogue of Life.